# Bataraguá
Bataraguá ist ein spanischer Ort in den Pyrenäen in der Provinz Huesca der Autonomen Gemeinschaft Aragonien. Der heute unbewohnte Ort gehört zur Gemeinde Jaca. Bataraguá liegt auf 650 Meter Höhe.

## Geschichte
Der Ort wurde im Jahr 1041 erstmals urkundlich erwähnt.

## Sehenswürdigkeiten
- Romanische Pfarrkirche aus dem 12. Jahrhundert